# 24kGoldn
Golden Landis Von Jones, känd under sitt artistnamn 24kGoldn, född 13 november 2000 i San Francisco, Kalifornien, är en amerikansk rappare, låtskrivare och före detta skådespelare. Han växte fram 2019 med sin singel "Valentino" som toppade på den 92:e platsen på Billboard Hot 100 och platinumcertifierades av RIAA i april 2020. Golden släppte singeln "Mood" med Iann Dior som toppade Billboard Hot 100 och flera andra topplistor runt om i hela världen, bland annat Sverigetopplistan.

## Uppväxt
Golden Von Jones föddes i San Francisco, Kalifornien till en ashkenazisk mor och en afroamerikansk far. Båda hans föräldrar jobbade som modeller.

## Diskografi

### Singlar
| År                                                | Titel                                   | Position på topplistan P | Position på topplistan P | Position på topplistan P | Position på topplistan P | Position på topplistan P | Position på topplistan P | Position på topplistan P | Position på topplistan P | Certifikat                                                   | Album                 |
| År                                                | Titel                                   | SWE                      | USA                      | FRA                      | KAN                      | NED                      | NZ                       | UK                       | US Rock                  | Certifikat                                                   | Album                 |
| ------------------------------------------------- | --------------------------------------- | ------------------------ | ------------------------ | ------------------------ | ------------------------ | ------------------------ | ------------------------ | ------------------------ | ------------------------ | ------------------------------------------------------------ | --------------------- |
| 2018                                              | "Ballin' Like Shareef"                  | —                        | —                        | —                        | —                        | —                        | —                        | —                        | —                        |                                                              | Singel (inget album)  |
| 2019                                              | "Valentino"                             | —                        | —                        | —                        | —                        | —                        | —                        | —                        | —                        | RIAA: Platinum MC: Platinum                                  | Dropped Outta College |
| 2019                                              | "Time for That                          | —                        | —                        | —                        | —                        | —                        | —                        | —                        | —                        |                                                              | Singel (inget album)  |
| 2019                                              | "A Lot to Lose"                         | —                        | —                        | —                        | —                        | —                        | —                        | —                        | —                        |                                                              | Dropped Outta College |
| 2019                                              | "Games On Your Phone"                   | —                        | —                        | —                        | —                        | —                        | —                        | —                        | —                        |                                                              | Dropped Outta College |
| 2019                                              | "Dropped Outta College"                 | —                        | —                        | —                        | —                        | —                        | —                        | —                        | —                        |                                                              | Dropped Outta College |
| 2020                                              | "City of Angels"                        | —                        | —                        | —                        | 54                       | 88                       | 38                       | 25                       | 7                        | RIAA: Guld ARIA: Guld                                        | Dropped Outta College |
| 2020                                              | "Unbelieveable" (featuring Kaash Paige) | —                        | —                        | —                        | —                        | —                        | —                        | —                        | —                        |                                                              | Singel (inget album)  |
| 2020                                              | "Water Run Dry" (med Chelsea Collins)   | —                        | —                        | —                        | —                        | —                        | —                        | —                        | —                        |                                                              | Singel (inget album)  |
| 2020                                              | "Mood" (featuring Iann Dior)            | 1                        | 1                        | 1                        | 1                        | 1                        | 1                        | 1                        | 1                        | RIAA: 2× Platinum ARIA: 2× Platinum BPI: Guld RMNZ: Platinum | El Dorado             |
| 2020                                              | "Coco" (featuring DaBaby)               | —                        | —                        | —                        | —                        | —                        | —                        | —                        | —                        |                                                              | El Dorado             |
| "—" betyder att låten inte hamnade på topplistan. |                                         |                          |                          |                          |                          |                          |                          |                          |                          |                                                              |                       |